# WonderPlanet
Wonder Planet為一日本遊戲公司，於2012年創立，創立之初並沒有知名度，直到2015年7月推出遊戲Crash Fever時， 曾憑藉其優秀的音樂與創新玩法引發日本玩家注目，大量湧入的玩家甚至讓官方得以下架遊戲的方式進行伺服器的大規模修正 。公司宣布，未來推出的新產品將以Crash Fever為主軸，並且開發多語言版本。  

## 公司產品
拜托了，不要让我回到现实！交响舞台

## 沿革
- 2012.03  執行長創立母公司"OCNAC"。
- 2012.09  "OCNAC"公司於日本 App Store發行新遊戲"くるるファンタズマ"，因知名度較低，尚未推出中文版。
- 2012.10  主要經營團隊建立。
- 2013.07  發行新遊戲"Siren Fantasia"。
- 2013.10  公司總部移至名古屋地區。
- 2013.11  ユナイテッド株式会社開始支援Wonder Planet.
- 2014.02  以Wonder Planet公司的身分發布新遊戲"Slash of the Dragoon" [4]
- 2015.05  發行新遊戲"Line Game Global Gateway"。
- 2015.07  發行新遊戲"Crash Fever"，此遊戲的發行使此公司營收大幅提升。
- 2016.12  創立第一個子公司"タノシム株式會社",目前為其主要之子公司。
- 2017.07  Japan Letures I L.P購入Wonder Planet之大量股份。
- 2019.04  發行新遊戲"女神剖析 -起源-"。